# Rubia hexaphylla
Rubia hexaphylla är en måreväxtart som först beskrevs av Tomitaro Makino, och fick sitt nu gällande namn av Tomitaro Makino. Rubia hexaphylla ingår i släktet krappar, och familjen måreväxter. Inga underarter finns listade i Catalogue of Life.